# ファット・ラスカル

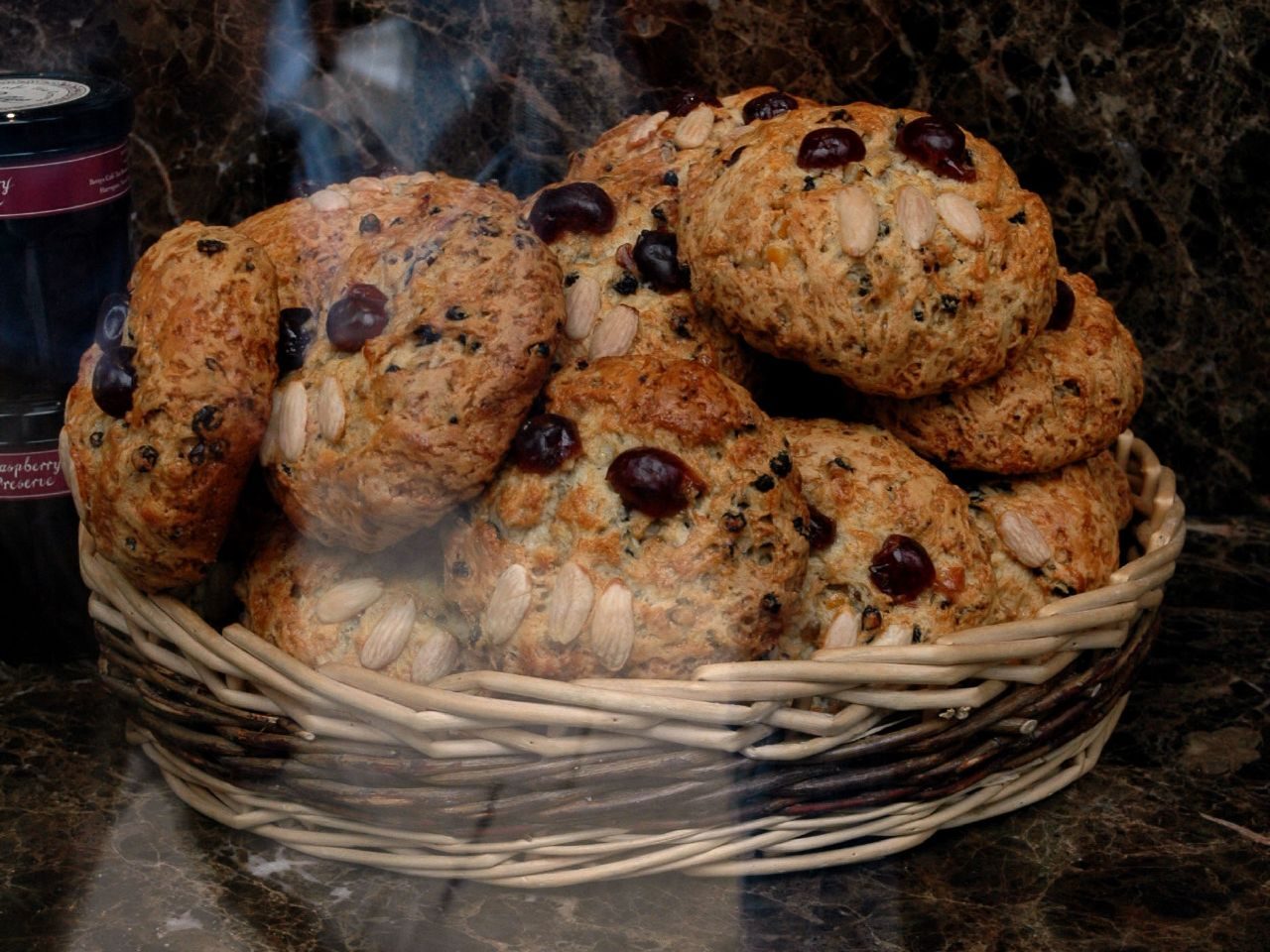
ヨークのベティーズで販売されるファット・ラスカル

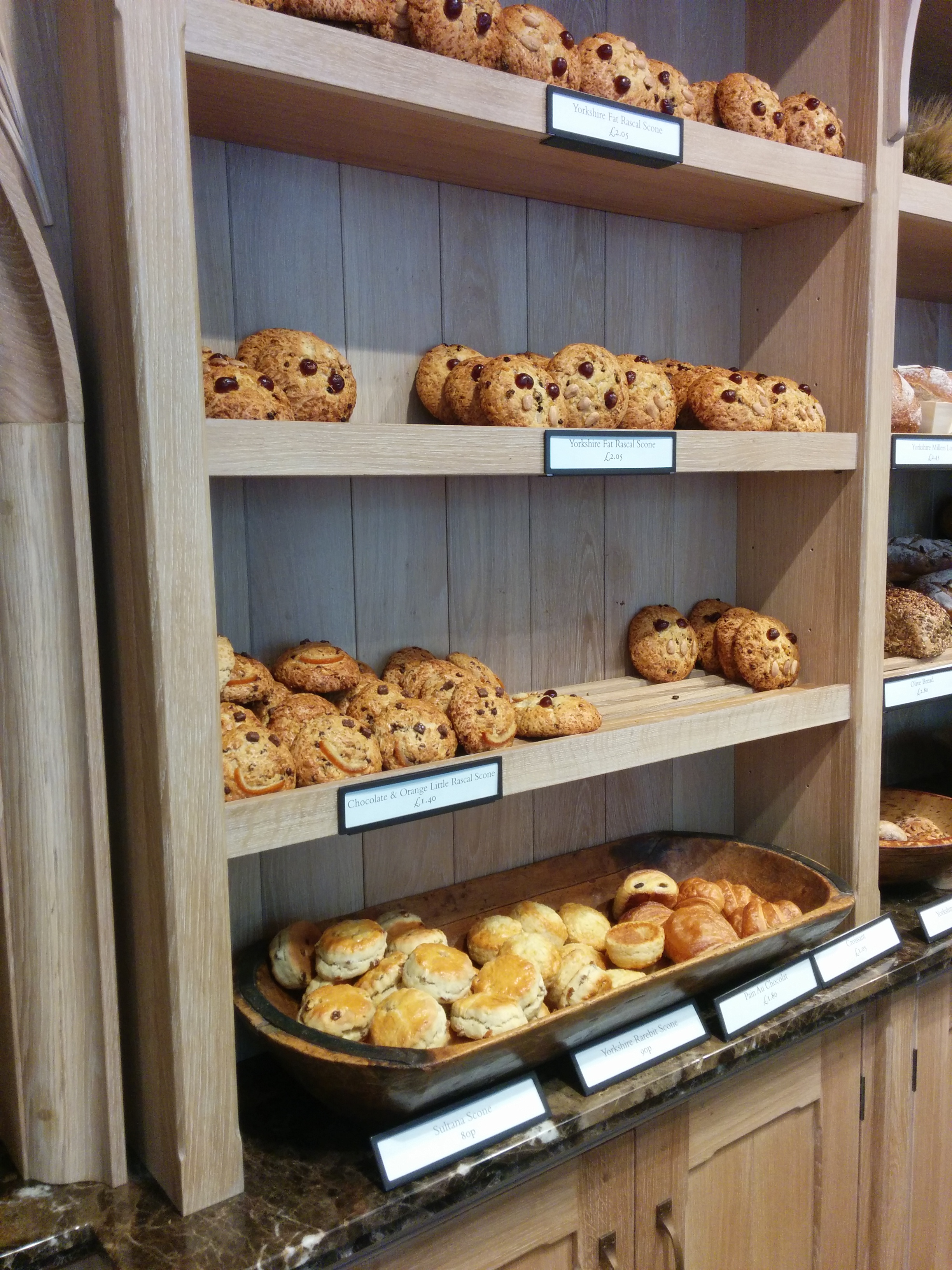
イルクリーのベティーズで販売されるファット・ラスカル

ファット・ラスカル（英語: Fat rascal）はイギリス・ヨークシャー地方のケーキの1種。ロックケーキやスコーンに似ている。
日本のテレビアニメ『あらいぐまラスカル』とは関係がない。

## 概要
直径12センチメートルほどでの丸型で、2つのドレンチェリーを目、3つのアーモンドを歯に見立てる顔のようなデザインが特徴。生地にはレーズン、オレンジピールなどのドライフルーツとスパイスが入っている。
発祥と名前の由来は定かではないが、19世紀中ごろの記録には確認ができる。その日の終わりに、残ったパンやパイ生地をまとめて、炭（turf）で焼いた「ターフケーキ」（turf cake）が原型だと考えられている。このターフケーキにラードを混ぜていることから「ファット（脂肪）」の名前がきているとも考えられる。
顔にも見えるデザインのファット・ラスカルは1983年にヨークシャーのティー・ルームベティーズ・アンド・テイラーズ・オブ・ハロゲートが販売を開始した。このデザインが人気を呼び、知名度が高まることになった。2008年には「ファット・ラスカル」をはじめ、「ヨークシャー・ファット・ラスカル」、「リトル・ラスカル」の名称の登録商標を行っている。2017年にはウィットビーのカフェが「ファット・ラスカル」の名称使用禁止を迫られたことがニュースとなった。